# 토비 서배스천
토비 서배스천(Toby Sebastian, 본명: 서배스천 토비 M. 퓨(Sebastian Toby M. Pugh), 1992년 2월 26일 ~ )은 잉글랜드의 배우, 음악가이다.

## 작품 목록

### 드라마
- 왕좌의 게임 (2015 ~ 2016): 트리스테인 마텔 역